# Bill Hefner

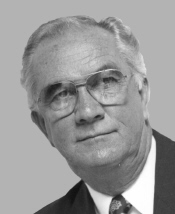
Bill Hefner

Willie Gathrel „Bill“ Hefner (* 11. April 1930 in Elora, Tennessee; † 2. September 2009 in Huntsville, Alabama) war ein US-amerikanischer Gospel-Sänger und Politiker der Demokratischen Partei, der den Bundesstaat North Carolina von 1975 bis 1999 im Repräsentantenhaus der Vereinigten Staaten vertrat.

## Leben
Hefner besuchte die High School in Sardis (Alabama). Anschließend ging er auf die University of Alabama und wurde Präsident und Inhaber der Radiostation WRKB in Kannapolis, North Carolina. Er war zunächst Mitglied des Crusaders-Quartett und dann des Harvesters Quartet, einer Gruppe von Gospelmusiksängern in North Carolina von 1954 bis 1967, und trat im Fernsehen des Staates häufig auf. Er wurde bekannt für seine Performance des Songs He'll Pilot Me.
1974 wurde er für die Demokraten als Vertreter des achten Wahlbezirks von North Carolina in den 94. Kongress gewählt. Er diente dort für zwölf Amtszeiten vom 3. Januar 1975 bis zum 3. Januar 1999, als er in den Ruhestand ging. Sein Vorgänger war Earl B. Ruth, sein Nachfolger Robin Hayes.
Hefner war ein bekannter Anwalt für Kriegsveteranen. Nach ihm wurde 1999 das Veterans Affairs Medical Center in Salisbury, North Carolina benannt. Im Jahr 1998 wurde ihm der Grand Ole Gospel Reunion Living Legend Award überreicht. Sein letzter Auftritt war 2009 beim Grand Ole Gospel Reunion Konzert.
Nach der Zeit im Kongress zog er mit seiner Frau Nancy nach Alabama. Er starb dort an einem Hirn-Aneurysma im Alter von 79 Jahren.
Im Jahr 2010 wurde er posthum in die Southern Gospel Music Hall of Fame aufgenommen.